# Philip Quaque
Vous lisez un « bon article » labellisé en 2023.
Philip Quaque, né Kweku en 1741 à Cape Coast (Côte-de-l'Or britannique, actuel Ghana) et mort le 17 octobre 1816 dans la même ville, est le premier Africain ordonné prêtre et ministre par l'Église d'Angleterre. Il est le fils d'un marchand africain influent de Cape Coast et est envoyé à Londres pour y étudier. Il appartient au cercle fermé des hommes noirs du XVIIIe siècle qui reçoivent une éducation au Royaume-Uni et apprennent à lire et écrire en anglais.
Durant sa formation à Londres, il entre en relation avec les cercles méthodistes émergents par l'intermédiaire de son tuteur John Moore qu'il accompagne lors de séances de spiritisme qui ont lieu durant l'affaire du fantôme de Cock Lane. Au terme de sa formation, il est ordonné prêtre en 1765 et rejoint sa ville natale afin d'y poursuivre la christianisation amorcée par Thomas Thompson, premier missionnaire anglais en Côte-de-l'Or. Le programme de la Society for Propagation of the Gospel (SPG) convoite les élites africaines afin de les former et profiter des facilités linguistiques pour garantir la christianisation.
Cependant, Philip Quaque fait face à de nombreux problèmes qui ne lui permettent pas d'atteindre les objectifs de sa mission. Au travers de son volumineux témoignage écrit et de ses lettres, la vie de Philip Quaque se caractérise par un très faible soutien de ses contemporains dans ses activités. En s'intégrant dans un lent processus anti-esclavagiste, il perd le soutien de sa famille, des chefs locaux et de la Royal African Company.
Il meurt le 17 octobre 1816 et est inhumé dans la cour intérieure du fort de Cape Coast. La première école de Cape Coast, qu'il fonde en 1766, est nommée Philip Quaque Boys School en son honneur et une cérémonie commémorative a lieu chaque 17 octobre à l'intérieur du fort.

## Biographie

### Enfance et formation

#### Éducation à Londres

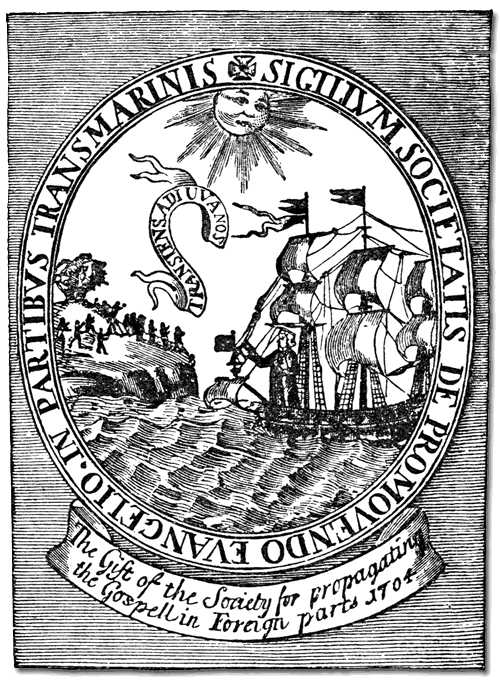
Sceau de la Society for Propagation of the Gospel, fondée en 1702.

Philip Quaque naît en 1741 à Cape Coast (alors dans la colonie britannique de la Côte-de-l'Or) sous le nom de Kweku, au sein d'une famille qui fait partie de l'élite Fanti. En effet, il est le fils de Brempong Kojo, un caboceer influent de Cape Coast. En 1754, Thomas Thompson, le premier missionnaire anglican en Afrique de l'Ouest, envoie à Londres Kweku et deux autres enfants Fanti de Cape Coast afin d'être éduqués en Angleterre pour devenir missionnaires de la Society for Propagation of the Gospel (SPG ; littéralement « Société pour la propagation de l'Évangile »). Les deux autres enfants sont Thomas Caboro (qui meurt en 1758 de la tuberculose) et William Cudjo (mort en 1764 après un confinement à la suite d'une dépression),.
En effet, l'éducation de l'élite africaine dans l'anglicanisme permet de placer des missionnaires en lien avec les chefferies locales, comprenant la langue et parvenant à convertir plus efficacement les populations locales. Philip Quaque fait partie d'une première vague de programmes de conversion de ce type, qui s'observent dans d'autres colonies britanniques.
À son arrivée, il est placé sous le patronage d'un maître d'école d'Islington, nommé Hickman, avec les deux autres enfants. Ce dernier les instruit jusqu'au début de l'année 1759. Après avoir satisfait aux attentes du comité de la SPE, sa bourse annuelle passe de 15 £ à 50 £.
Le 7 janvier 1759, il est baptisé à l'église St Mary à Londres aux côtés de William Cudjo. Kweku y prend le prénom de Philip. Ensuite, il est mis sous la tutelle du révérend John Moore, vicaire et lecteur de l'église du Saint-Sépulcre de Londres. Philip vit durant sept ans dans la maison de son tuteur qui achève son instruction. Il étudie également la théologie à l'université d'Oxford.

« Depuis que j'ai pris en charge les deux nègres à la demande de la Société […] l'un d'eux [Philip Quaque] a satisfait mes attentes en s'améliorant dans toutes les connaissances nécessaires à l'accomplissement des missions auxquelles il se destine, et il y a bon espoir qu'il devienne un missionnaire de valeur. »

#### Le fantôme de Cock Lane

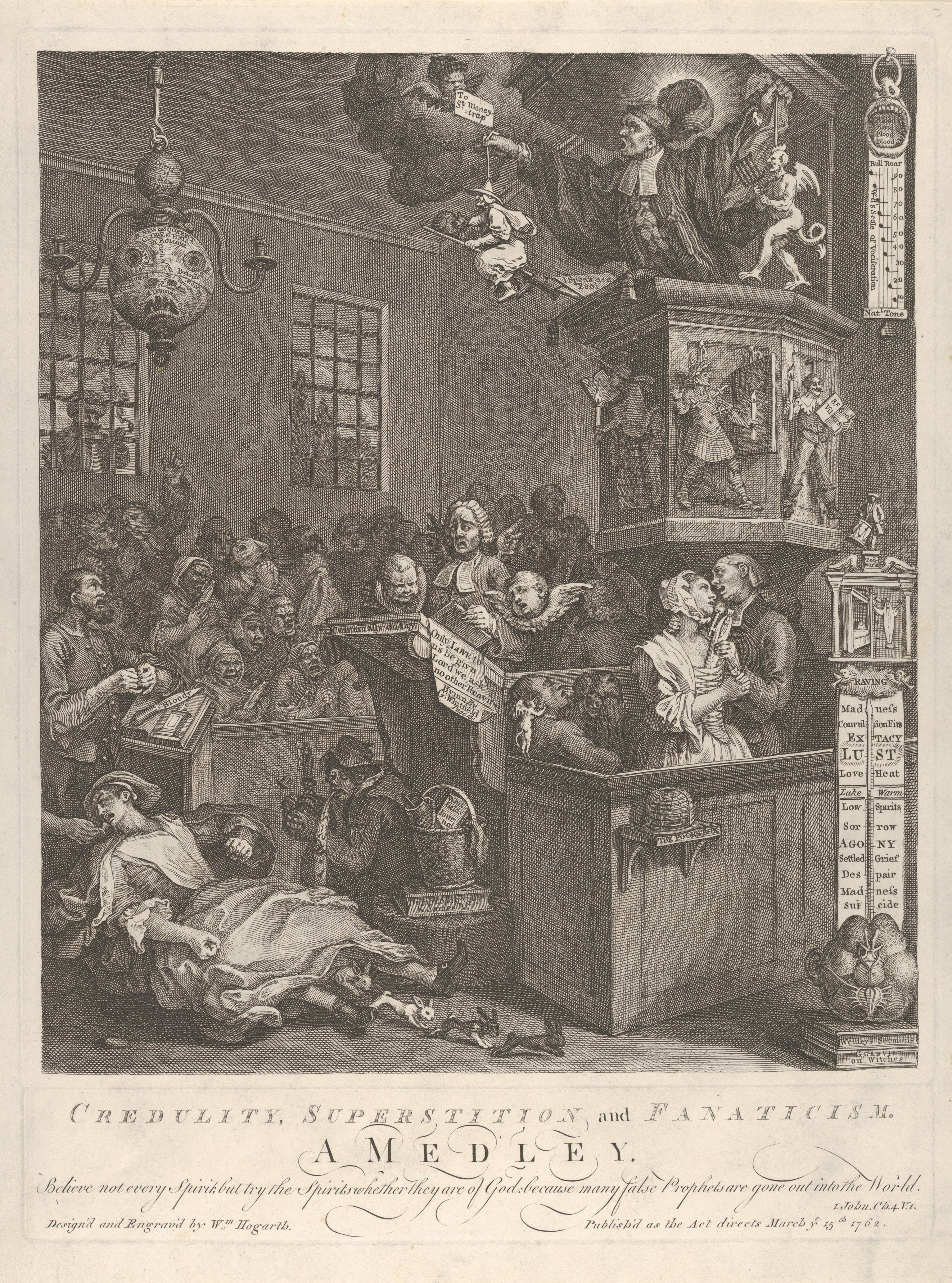
Dans l’illustration de William Hogarth Crédulité, superstition, et fanatisme (1762, Metropolitan Museum of Art), le fantôme de Cock Lane est représenté tout en haut du thermomètre, en train de frapper pour la fillette dans le lit. On voit un prêcheur méthodiste glisser une icône du fantôme dans le corset d’une jeune femme. John Moore préside tandis que Philip Quaque est caricaturé comme somnolant.

En janvier 1762, on rapporte qu'une maison de Cock Lane est hantée par un fantôme. Une fille, Elizabeth Parsons, aurait été prise par les pieds puis possédée. Son père consulte alors John Moore, qui a, à ce moment-là, William Cudjo et Philip Quaque sous sa tutelle. Ils établissent une méthode pour communiquer avec le fantôme et assistent aux différentes séances. Dans le rapport de l'une d'elles, il est précisément fait mention des « deux nègres » qui accompagnent le révérend John Moore dans une pièce, entourés de vingt personnes. Une caricature le représente également endormi, aux côtés de son tuteur qui mène une séance. Il est intéressant de noter que cet événement témoigne des sympathies de Moore à l'égard du méthodisme, et des influences que Philip Quaque reçoit durant sa formation.
Malheureusement, Philip Quaque n'écrit rien à ce sujet. Si sa présence est attestée lors des rituels de spiritisme, rien ne permet de déterminer l'exacte interprétation qu'il en fait. Cependant, en vivant avec John Moore, principal impliqué dans l'affaire du fantôme de Cock Lane, il est certain qu'il doit également nouer des connexions avec le méthodisme.

### Missionnaire de l'Église d'Angleterre
En 1765, il est ordonné dans l'Église d'Angleterre, le premier Africain à l'être. Après cela, il demande à la SPG de recevoir une maison et une chapelle pour sa future mission en Côte-de-l'Or, demande à laquelle la SPG ne répond pas favorablement : il ne l'obtient finalement jamais. Le 2 mai 1765, il épouse Catherine Blunt, une Anglaise. Le 17 mai, il est nommé par l'archevêque de Salisbury missionnaire catéchiste et maître d'école pour la Côte-de-l'Or. Il voyage avec sa femme et arrive en février 1766.
Cependant, en tant que missionnaire, il obtient moins de succès qu'espéré avec assez peu de baptêmes recensés. En 1768, par exemple, il ne baptise que quatre enfants à Cape Coast, quatre adultes à Anomabu et deux à Winneba. Philip Quaque attribue cet échec à l'influence néfaste du commerce des esclaves. Il fait part de cette frustration en 1775 dans une lettre adressée à un contact américain, dans laquelle il développe une critique claire de la pratique esclavagiste :

« Quand je vois avec des soupirs douloureux mes pauvres compatriotes abjects que vous tenez, sans les entrailles de l'amour et de la pitié chrétienne, dans une cruelle servitude. Cette pratique inquisitrice semble mettre la religion de côté et ne faire place qu'au summum de l'ambition et de la grandeur, à l'orgueil des monarques. »

### Employé de la Royal African Company

#### Première école

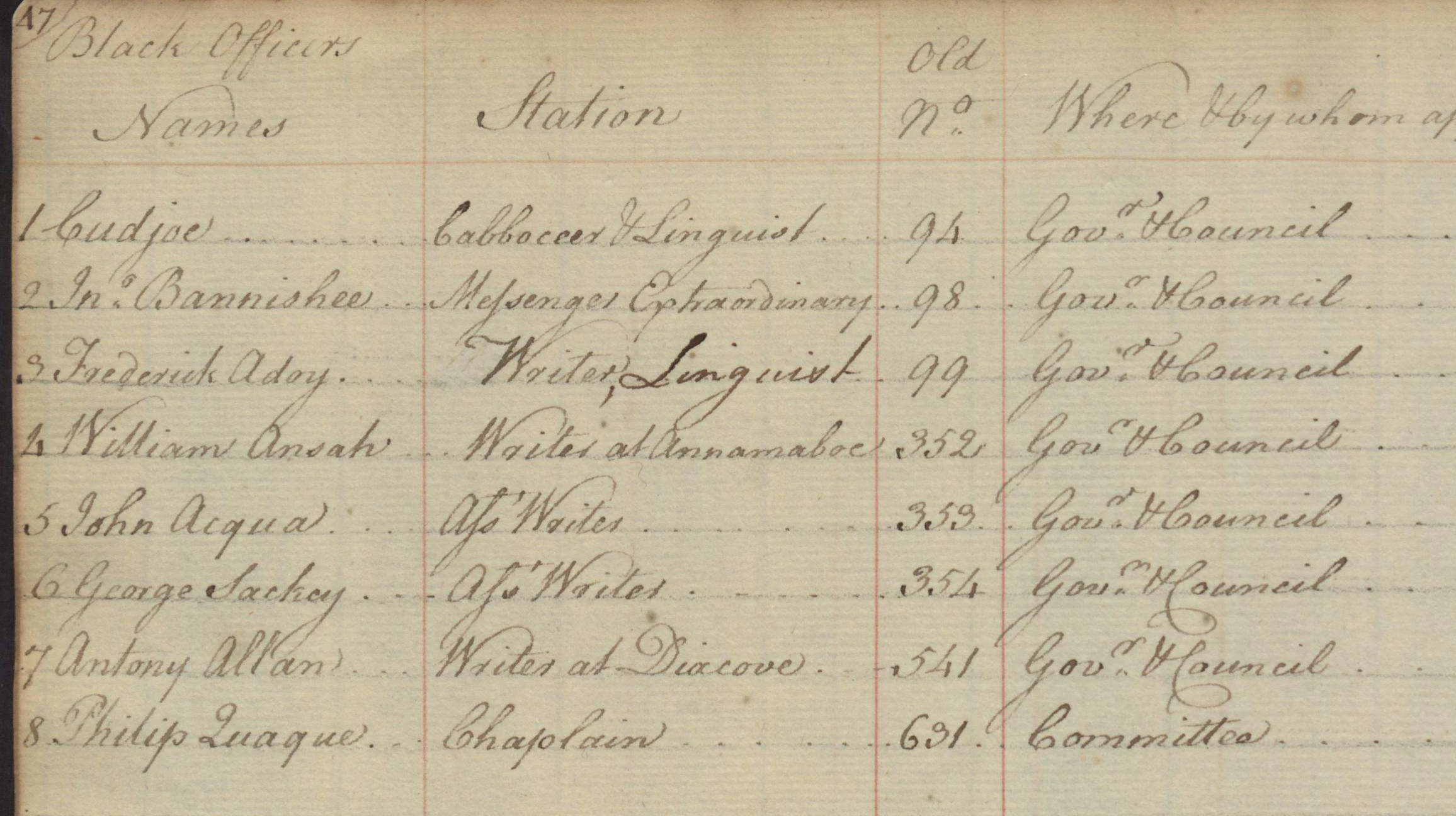
Liste des officiers noirs employés par la Royal African Company à Cape Coast. Philip Quaque se trouve en dernière ligne. Son père, toujours en activité lors de l'établissement de cette liste, se trouve en première position.

À Cape Coast, le président du conseil de la Royal African Company (RAC), John Hippersley, l'installe dans le fort de Cape Coast et fait de Philip son aumônier. Il crée une petite école « en particulier pour la formation des enfants mulâtres qui grandissaient en grand nombre »,. Ces enfants sont des Euro-Africains issus d'union par cassare, qui bénéficient déjà d'une forme d'éducation de base car ils appartiennent à l'élite dirigeante. Toutefois, aux yeux des Anglais, ils sont perçus comme pauvres et Philip reçoit du matériel scolaire prévu pour l'enseignement aux pauvres ainsi que des ouvrages de catéchisme. En plus de l'anglais, l'enseignement de Philip inclut également l'écriture et la lecture. Les progrès de Philip sont par ailleurs soulignés et soutenus par le secrétaire du comité de la SPG qui répond à ses demandes fréquentes de fournitures.

« Je suis ravi d'apprendre que les livres […] que vous avez demandés vous ont permis d'éduquer les enfants. Je vous envoie six copies supplémentaires de livres pour enfants. »

En 1768, à la suite d'une demande de la Compagnie commerciale qui finance l'école, Philip Quaque demande du matériel à la SPG afin d'enseigner les mathématiques. En effet, cet enseignement représente un investissement utile pour la Compagnie qui tend à employer de plus en plus d'Africains et d'Afro-Européens. La maîtrise de l'écriture, de la lecture et des mathématiques est donc indispensable pour remplir les fonctions de base de greffier ou d'assistant administratif.
Jusqu'alors, il enseigne dans ses appartements et il espère un jour construire une école avec une chapelle en annexe. Mais ses souhaits ne se réalisent pas. Cette situation limite donc le nombre d'élèves. Il lui faut attendre jusqu'au 28 juillet 1787 pour qu'une autorité locale pour l'éducation soit fondée sous le nom de Torridzonian Society.

#### Torridzonian Society
Le nombre d'élèves augmente et il devient rapidement nécessaire d'engager des fonds pour construire une école capable d'accueillir une douzaine d'élèves. Philip Quaque en prend la charge avec l'aide de son fils qui a suivi un enseignement à Londres. Les membres de la SPG souhaitent que l'école reprenne les codes des écoles anglaises et dotent ses élèves d'un uniforme scolaire.
Philip continue de fournir des rapports réguliers dans ses lettres concernant l'enseignement délivré aux enfants. Cependant, l'enthousiasme est de faible durée en raison de tensions entre certains membres de l'école, menant à des négligences sur la tenue de l'établissement, si bien que ses activités cessent en 1792. En 1794, l'école est relancée, mais six ans plus tard, l'enseignement est à nouveau interrompu du fait de nombreuses difficultés.

#### Missions inhabituelles
En tant qu'employé de la RAC, Philip Quaque est parfois soumis à des missions qui le mettent en lien direct avec l'esclavage et qui dépassent son devoir de prodiguer un enseignement religieux. Il doit parfois aider la RAC à garantir la bonne exécution de transactions. Par exemple, en 1775, il prend temporairement le commandement des forts de Dixcove, Sékondi et Komenda. En 1789, il endosse une charge d'assistant administratif, en plus de sa charge d'aumônier.
Les difficultés rencontrées par Philip Quaque s'accompagnent d'une tentation de mettre fin à son activité de missionnaire et se livrer au commerce. Le système de rémunération au sein des forts coloniaux lui permettrait ainsi de fortement dépasser la rente allouée par la SPE. En 1780, la SPG estime qu'il est trop investi dans les activités marchandes de la RAC plutôt qu'en tant que missionnaire, et il se retire de ces activités.

### Luttes anti-esclavagistes
Les relations avec les officiels de la RAC se dégradent fortement lorsque Philip Quaque affiche de plus en plus ouvertement ses opinions anti-esclavagistes. En 1791, il entre en conflit avec le gouverneur du fort de Cape Coast, William Fielde, qui lui demande de l'accompagner au fort William d'Anomabu afin de participer à une action militaire contre une révolte d'esclaves. Il refuse et décrit cet événement comme un « grand massacre de dévastation »[pas clair]. Le gouverneur suspend les fonctions de Quaque au service de la RAC et l'expulse de son logement au fort de Cape Coast.

### Vie de famille
Philip Quaque épouse en 1765 Catherine Blunts, qui meurt du paludisme en novembre 1766, l'année de leur arrivée en Côte-de-l'Or. Il épouse par cassare deux Africaines qui lui donnent deux fils. Il envoie ces derniers étudier à Londres. En 1784-1785, il retourne à Londres afin de garantir la prise en charge de l'éducation de ses enfants. Pendant son voyage de retour, vers Cape Coast, son navire est pris dans une tempête dans le golfe de Gascogne, et il est secouru, puis accueilli en France pour quelques semaines, avant de retourner en Côte-de-l'Or.
Si Philip Quaque est considéré comme le fils du caboceer Cudjo, cela pourrait être, selon l'historien Philip D. Curtin (en), une erreur d’interprétation européenne des relations sociales chez les Fanti. En effet, Philip s'adresse à Cudjo comme à son père, voire grand-père, ce qui correspond au titre donné à un chef de famille par un membre mineur de cette même famille. Le détachement et le caractère impersonnel avec lequel Philip Quaque s'exprime au sujet de sa famille, dans ses lettres, laisse supposer que ces liens représentent surtout des obligations sociales.

### Personnalité
Les différents problèmes rencontrés, et sa manière d'y répondre, ne témoignent pas d'une force de caractère particulière. Cependant, Philip Quaque est précurseur à bien des égards et doit parfois adopter un double langage pour lier ses convictions à la réalité contemporaine. Cette personnalité et les problèmes qu'il affronte en font quelqu'un de très isolé.

#### Anti-esclavagiste
Par ses origines familiales, Philip Quaque est fortement lié au commerce des esclaves puisque c'est l'origine de la fortune de son père, le caboceer Cudjo. Cependant durant sa formation à Londres, il devient plus critique à l'égard de la traite des êtres humains et noue des contacts avec les jeunes mouvements anti-esclavagistes de l'Église méthodiste. Cette dualité l'accompagne durant ses cinquante années en tant que missionnaire de Cape Coast.
En effet, l'émancipation progressive des populations noires représente un important programme de l'Église anglicane, qui se confronte souvent à l'anti-esclavagisme, puisque les missionnaires de la SPG possèdent souvent des esclaves.
Lorsqu'il part de Londres, peu de voix s'élèvent contre l'esclavage. À son retour à Cape Coast, dans une communauté où l'enrichissement est basé sur la traite d'esclaves, il fait face à sa famille proche qui possède des serviteurs. Le caboceer Cudjo, son père, est particulièrement impliqué dans ce commerce, et cette attitude mène Philip Quaque à un isolement de plus en plus important vis-à-vis de sa famille.

#### Anglophile
Durant son séjour à Londres, Philip Quaque développe une certaine hostilité à l'égard de la culture, du langage et des coutumes africaines. Il renie régulièrement ce qui est d'origine fantie, jugeant ces coutumes sauvages, et voue une admiration à la société britannique et l'ensemble de ses pratiques. Il envoie notamment ses deux fils étudier à Londres afin de « préserver leurs esprits malléables des mauvaises coutumes de son pays ».

## Problèmes rencontrés

### Divergences culturelles
Après avoir vécu onze ans à Londres, Philip Quaque perd plusieurs repères culturels fantis qui représentent des difficultés importantes durant son travail de missionnaire. Le premier problème, d'ordre linguistique, est qu'il considère que la pratique de l'anglais soit « le langage prévu par le ciel pour véhiculer la religion et la civilisation ». Cela s'accompagne d'une importante perte de maîtrise de sa langue maternelle, le fanti, si bien qu'il doit faire appel à un interprète pour s'exprimer. La SPG le convie dès 1769 à résoudre ce problème, mais Philip n'y parvient pas. Sa vie au sein du fort, à la table du Gouverneur et dans un environnement anglophone, pourrait avoir renforcé un désintérêt pour sa langue maternelle.
À travers ses lettres, en particulier celle datée de 1767, nous avons une idée précise de la difficulté du travail de Quaque en tant que missionnaire et de son conflit avec la société traditionnellement polythéiste dans laquelle il vit. L'influence des efforts déployés par les nations européennes pour prendre le contrôle, ou du moins un avantage commercial, le long de la côte, est également très visible à travers ses lettres. Dans sa lettre du 30 juillet 1775, il mentionne l'effusion de sang qui a résulté d'un conflit, qu'il a ensuite arbitré, entre les alliés hollandais locaux et ses propres concitoyens. Ces conflits, ainsi que la concurrence avec la traite des esclaves et la révolution américaine, jouent un rôle important dans les nombreux facteurs qui expliquent le succès mitigé de Quaque,.
Dans ses lettres, il fait également part de tensions avec les locaux au sujet de notions de propriété privée. Ce point souligne une importante divergence culturelle entre Fantis et Anglais sur le concept de propriété. Chez les Fantis, un bien relève d'une propriété communautaire qui peut être empruntée par les voisins quand pour les Anglais, cela représente une forme de vol.

### Dénigrement
Peu soutenu par les habitants locaux, il obtient également un soutien timide de la part des gouverneurs qui se montrent généralement indifférents aux missions menées par Philip : « L'un d'eux [gouverneurs] a publiquement dénigré la religion et s'est opposé à la pratique publique de prêches ou de prières, si bien qu'il les a suspendus pour pratiquement un an ».
Quaque reçoit de nombreuses critiques de toutes parts. Dans l'une de ses lettres, il parle de la dure discrimination des Africains à l'égard des Européens, et exprime qu'il en fait lui-même l'expérience, indépendamment de son ascendance africaine. Du côté européen, on lui reproche de s'être trop impliqué dans la société côtière, en grande partie à cause de ses mariages avec des femmes locales, et ses lettres sont interprétées comme n'ayant pas été dissociées de sa propre culture.
La couleur de sa peau représente également un frein, comme lorsqu'un gouverneur refuse d'assister au service religieux, car il « refuse d'entendre quoi que ce soit de la part d'un noir ». À la suite d'une autre altercation, avec le gouverneur Hippersley, Quaque écrit dans une lettre :

« Quant à la couleur du teint du prédicateur, personne, à l'exception des plus illettrés, ne pourrait y faire d'objection, car, sous n'importe quelle couleur, la piété et le bon sens peuvent habiter, et que nous devrions supposer que c'était le cas de la personne en question, j'ai assisté avec plaisir, comme tout le monde, à la nécessité d'un bon exemple dans un cas dont le Comité m'avait directement informé qu'il était destiné à faire des conversions parmi les indigènes. »

### Caractéristiques de la région
La Côte-de-l'Or représente un défi médical au XVIIIe siècle avec des épidémies constantes de paludisme, des difficultés à combattre la dysenterie ou encore la fièvre jaune. Les conditions sanitaires du pays ne permettent pas aux officiers anglais de la Compagnie de s'installer sur une longue durée, ce qui empêche Quaque de nouer des relations individuelles durables qui lui permettraient d'obtenir un soutien dans ses missions. À ceci s'ajoutent les différentes tensions militaires dans lesquelles se retrouvent les villes côtières et qui soumettent Cape Coast à diverses attaques durant cette période.
Ce désordre ambiant ne permet pas l'établissement d'une école pérenne et mêle Philip à des gestions de conflits dans lesquelles son instruction est souhaitée afin « d'écarter les natifs des affaires européennes ». En 1803, il prend notamment part à une rébellion locale qui sera réprimée par les canons du fort, provoquant de nombreuses pertes. La période durant laquelle Quaque œuvre s'accompagne également de nombreux troubles commerciaux qui ont des conséquences en Côte-de-l'Or, notamment à la suite de la guerre d'indépendance des États-Unis, qui réduit fortement la vente d'esclaves et amorce la fin du commerce triangulaire.

## Mort et héritage

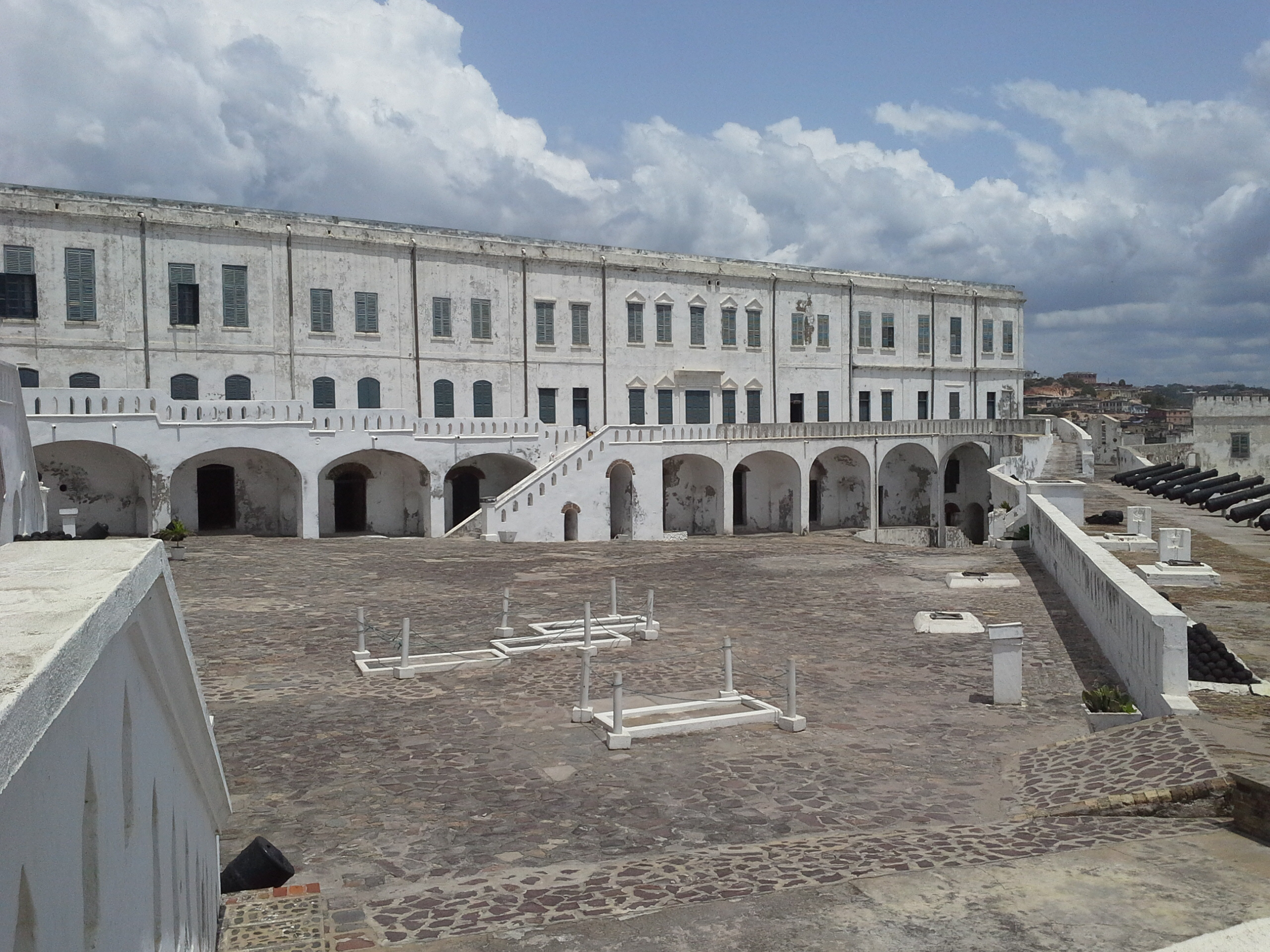
Intérieur du fort de Cape Coast avec les tombes de personnes notables, dont celle de Philip Quaque.

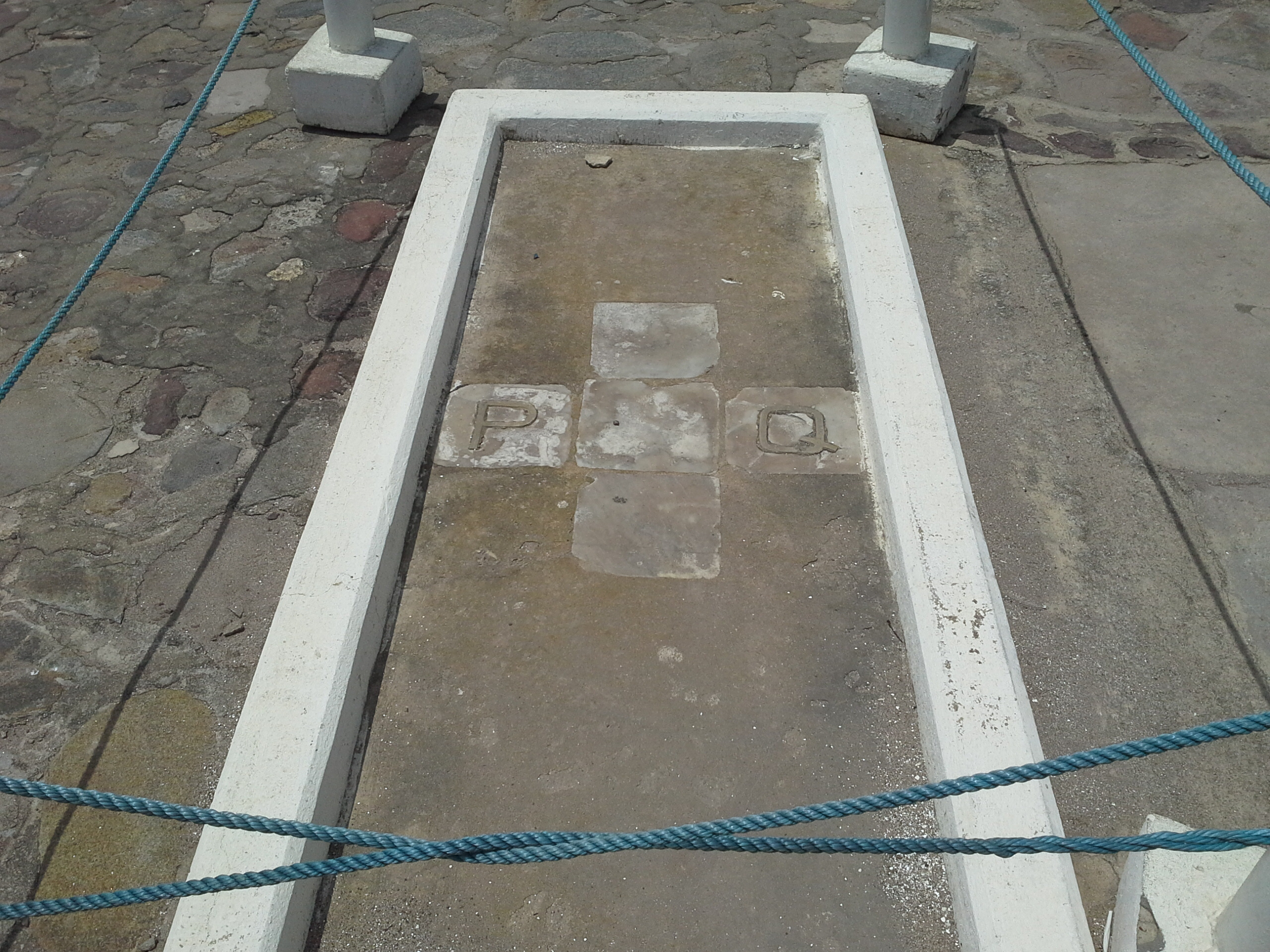
Tombe de Philip (P) Quaque (Q) à l'intérieur de la cour du fort de Cape Coast.

Philip Quaque meurt le 17 octobre 1816 à Cape Coast, à l'âge de 75 ans. Il est enterré dans la cour du château de Cape Coast. Une cérémonie commémorative a lieu chaque 17 octobre au fort de Cape Coast et cette journée est appelée Philip Quaque's day,. Durant cette commémoration, sa tombe est nettoyée et restaurée.
L'école de Cape Coast qu'il crée en 1766 est transformée après son décès et nommée Philip Quaque Boys School en sa mémoire. En 2022, l'état de dégradation de l'école est tel que la presse alarme sur les risques du bâtiment. Avec un toit éventré et des locaux inexploitables, l'école cesse ses activités et les 300 élèves annuels se retrouvent sans instruction.

### Témoignages écrits
L'un des plus importants héritages de Philip Quaque sont ses nombreuses lettres qui offrent un important éclairage et des sources de qualité pour les historiens. Ces écrits, tout comme ceux d'autres Africains éduqués le font au XVIIIe siècle, sont indispensables afin de décrire la vie d'un homme noir dans l'empire britannique et au sein des colonies britanniques. L'étude de ses écrits, comme ceux d'autres auteurs noirs (Olaudah Equiano, Philis Wheatley, Ignatius Sancho, James Albert Ukawsaw Gronniosaw), révèle le développement de deux mouvements importants : l'évangélisme protestant et l'activisme anti-esclavage. Ces éléments offrent un éclairage indispensable en tant que composante du lent démantèlement du commerce triangulaire.
De 1765 à 1811, Quaque entretient de nombreuses correspondances, comme ses lettres à la SPE, à Londres, dans lesquelles il raconte ses succès, ses épreuves et ses difficultés pendant son séjour au fort de Cape Coast. Ces lettres dépeignent également une image colorée et perspicace de la vie sur la côte ouest-africaine pendant son séjour, comme les rouages de la politique africaine et les relations territoriales et commerciales. Il parle d'un certain nombre de choses, notamment du grand nombre de décès d'Européens peu après leur arrivée, y compris la mort de sa première femme en 1766. La plupart de ses lettres parlent principalement de ses baptêmes, en accordant une attention particulière à ceux qui incluaient des « autres », c'est-à-dire des enfants non mulâtres. Bien que son école soit initialement destinée à « l'instruction des enfants mulâtres des deux sexes », Quaque finit par accueillir des enfants africains.
Beaucoup accordent à Quaque la gloire en raison des baptêmes qu'il a pu réaliser (bien que moins qu'espéré), ainsi que pour le fait qu'il est resté en contact avec la SPG pendant plusieurs décennies, même au cours de sa maladie, bien que le siège de Londres ne lui ait envoyé que trois lettres en réponse à ses écrits pendant toute la durée de son affectation.